# Bible John
Bible John ist das Pseudonym eines bis heute nicht überführten Serienmörders aus Schottland, der für drei Frauenmorde zwischen 1968 und 1969 verantwortlich ist und auch mit dem Verschwinden einer 13-Jährigen in Verbindung gebracht wird. Als Hauptverdächtiger galt zeitweilig der inzwischen verstorbene Serienmörder Peter Tobin, der eine lebenslange Haftstrafe verbüßte.

## Verbrechensserie
Am 23. Februar 1968 wurde die 25-jährige Patricia Docker auf einem Weg in Glasgow erdrosselt aufgefunden. Sie hatte die vergangene Nacht im nahe gelegenen Tanzclub Barrowland Ballroom verbracht. Am 15. August 1969 wurde die 32-jährige Jemima McDonald in einem alten Gebäude in Glasgow erdrosselt aufgefunden. Auch sie verbrachte die vorangegangene Nacht im „Barrowland Ballroom“ und wurde dort von Zeugen zusammen mit einem großen, schlanken Mann mit roten Haaren gesehen. Am 30. Oktober 1969 wurde die 29-jährige Helen Puttock erdrosselt aufgefunden. Sie hatte die vorherige Nacht ebenfalls im „Barrowland Ballroom“ verbracht und wurde dort mit demselben Mann gesehen. Alle drei Frauen waren brünett und trugen schwarze Kleider.

## Bible John
Bei einem seiner Opfer gab er sich als „John“ aus, was diese noch einer Freundin mitteilte, ehe sie ermordet wurde. Und ein Taxifahrer, der den Mörder und sein letztes Opfer beförderte, sagte aus, dass der Killer Zitate aus der Bibel vor sich hergesagt habe. Aufgrund dessen wurde der Täter von der Polizei als „Bible John“ bezeichnet.

## Peter Tobin
Peter Tobin geriet in Verdacht, weil er als junger Mann häufig Tanzlokale besuchte, zeit seines Lebens ein äußerst religiöser Mensch war und Ähnlichkeit mit einem damals veröffentlichten Phantombild aufwies. Außerdem lebte er 1968 und 1969 in Glasgow, genau zu der Zeit, als die drei Frauen in Glasgow ermordet wurden. Anfang der 70er-Jahre zog er nach Südengland um, wo er zu zehn Jahren Gefängnis wegen Vergewaltigung von zwei 14-jährigen Mädchen verurteilt wurde, die er mit Drogen-Cocktails gefügig gemacht hatte. Tobin konnte fliehen, wurde aber in einer kirchlichen Begegnungsstätte in Coventry gefasst. Am 4. Mai 2007 wurde er wegen Mordes an der Studentin Angelika Kluk zu lebenslanger Haft verurteilt. Bei der Spurensuche in seinem ehemaligen Wohnhaus in Margate wurden auch noch die Leichen der 15-jährigen Vicky Hamilton und der 18-jährigen Dinah McNicol gefunden, worauf er erneut zu lebenslanger Haft verurteilt wurde. Seine drei nachgewiesenen Opfer besitzen die gleiche Haarfarbe wie die Opfer des Bible John, zudem wurden sie, bis auf Angelika Kluk, alle auf dieselbe Weise erdrosselt. Tobin verstarb am 8. Oktober 2022, ohne den Verdacht zu bestätigen.
Tobin war von der Polizei später als Verdächtiger ausgeschlossen worden. Obwohl oft berichtet wird, dass Tobin nach den Morden von 1969 von Glasgow nach Brighton gezogen ist, zog er in Wirklichkeit mit seiner Verlobten Margaret Mountney vor dem zweiten Mord, der Bible John zugeschrieben wird, von Glasgow nach Brighton. Die Polizei-Operation Anagram fand heraus, dass sich Tobin zur Zeit der letzten beiden Bible-John-Morde in Brighton aufhielt. Tobins DNA wurde im Rahmen der Operation Anagram mit der Spermaprobe von Bible John abgeglichen. Die Ergebnisse dieser Analyse bewiesen eindeutig, dass das Sperma nicht von Tobin stammte.